# Georg Hillmar
Georg Hillmar  (født 10. oktober 1876 i Berlin, død 12. december 1911 smst.) var en tysk atlet, som deltog i gymnastik ved de første olympiske lege i moderne tid i 1896 i Athen.
Hillmar var egentlig reserve for det tyske gymnastikhold til OL, men da der kort før afrejsen indtraf en skade, kom han med og deltog i de individuelle konkurrencer i reck, barre, spring over hest, bensving og ringe uden at komme blandt de to første i nogle af disse.
Han var desuden en del af det tyske hold, der vandt guld i barre, hvor de vandt over to græske hold, og i reck, hvor de var eneste deltagere.